# Unmöglichkeit (BGB)
Unmöglichkeit ist ein Begriff des deutschen  Schuldrechts. Das Bürgerliche Gesetzbuch (BGB) definiert den Rechtsbegriff Unmöglichkeit nicht, vielmehr setzt es ihn als bekannt voraus (§ 275 BGB).
Unterschieden werden die (objektive) Unmöglichkeit und das (subjektive) Unvermögen. Objektive Unmöglichkeit liegt vor, wenn die Leistung aus tatsächlichen oder rechtlichen Gründen von niemandem erbracht werden kann. Bei Nichteinhaltung der Leistungszeit tritt Unmöglichkeit dann ein, wenn die geschuldete Leistung nicht mehr erbracht werden kann oder für den Gläubiger sinnlos geworden ist. Demgegenüber liegt subjektives Unvermögen vor, wenn die Leistung von einem Dritten erbracht werden kann, nicht aber vom Schuldner. Rechtlich wird das nachträgliche Unvermögen der Unmöglichkeit gleichgestellt.
Nach dem Rechtsgrundsatz impossibilium nulla est obligatio erlischt mit der Unmöglichkeit auch die Verpflichtung zur Leistung. Das bedeutet, dass der Schuldner seine Verpflichtung, beispielsweise die Eigentumsverschaffung durch Übergabe eines verkauften, aber nach Vertragsschluss dem Verkäufer gestohlenen Fernsehers, nicht mehr zu erfüllen hat. Wird der Schuldner von seiner Leistungspflicht befreit, dann hat er im Gegenzug regelmäßig auch keinen Anspruch auf die Gegenleistung (§ 326 Abs. 1 BGB). Insoweit gilt der Grundsatz: „Ohne Leistung keine Gegenleistung“. Ist ein Schuldner wegen Unmöglichkeit von der Erfüllung befreit, besteht der Vertrag trotzdem weiter. Praktisch kann dies insbesondere bedeuten, dass den befreiten Schuldner weitere Vertragspflichten wie Schadensersatzpflichten treffen können.

## Funktion und Regelungszusammenhang
Dass Unmögliches nicht verlangt werden kann (impossibilium nulla obligatio), erscheint zunächst als Selbstverständlichkeit, als rechtsvernichtende bzw. rechtshemmende Einwendung.
Ob eine Leistung für den Schuldner unmöglich ist, hängt von der Natur der Leistungsschuld ab. Insbesondere wird scharf unterschieden, ob eine Stückschuld oder eine Gattungsschuld vorliegt. Soweit bei einer Stückschuld durch den Untergang einer konkreten Sache bereits Unmöglichkeit eintritt, kann bei einer Gattungsschuld Unmöglichkeit erst nach Konkretisierung der Schuld vorliegen. Die Konkretisierung gemäß § 243 Abs. 2 BGB bewirkt, dass der Schuldner „das zur Leistung einer solchen Sache seinerseits Erforderliche getan“ hat (konkretisierte Gattungsschuld) und aus der Gattungsschuld eine Stückschuld geworden ist. Wann dies im Einzelnen der Fall ist, hängt von der Art der Schuld ab. Bei einer Gattungsschuld, bei der der Leistungsgegenstand nur anhand von Gattungsmerkmalen bestimmt ist, tritt Unmöglichkeit erst beim Untergang aller Elemente der Gattung ein. Wer beispielsweise die Übereignung eines bestimmten Autos schuldet, wird durch dessen Zerstörung von seiner Schuld frei; schuldet er dagegen ein beliebiges Auto dieses Typs, so wird er nicht frei, da er aus der Gattung liefern kann; dies erst dann nicht mehr, wenn alle Fahrzeuge dieses Typs zerstört würden.
Kann durch die Leistungshandlung des Schuldners Erfüllung nicht eintreten, schuldet er die Leistung also weiterhin, so wird dies als Leistungsgefahr bezeichnet; mit der Unmöglichkeit geht die Leistungsgefahr auf den Gläubiger über. Die Unmöglichkeit bezieht sich auf einseitige wie gegenseitige Verträge; dies auch bezüglich der Leistungspflichten, die nicht im Gegenseitigkeitsverhältnis stehen.
Zu unterscheiden ist dieser Fragenkomplex von der Frage, was mit dem Anspruch auf die Gegenleistung geschehen soll (Gegenleistungsgefahr), wenn doch die Leistung nicht erbracht werden muss.

## Typen der Unmöglichkeit

### Objektive und subjektive Unmöglichkeit
Hierbei wird unterschieden, wer die Leistung nicht erbringen kann. Beides ist geregelt in § 275 Abs. 1 BGB.
- Von objektiver Unmöglichkeit spricht man, wenn niemand auf der ganzen Welt die Leistung erbringen kann (Beispiel: ein bestimmtes Gemälde verbrennt).
- Von subjektiver Unmöglichkeit (auch Unvermögen) ist die Rede, wenn die Leistung zwar von einem Dritten, aber gerade von dem Schuldner unter keinen Umständen erbracht werden kann (Beispiel: ein unbekannt gebliebener Dieb hat das verkaufte Bild gestohlen und ist damit über alle Berge – der Dieb könnte das Gemälde zur Verfügung stellen, aber nicht der Schuldner).
Bei Geldschulden gilt allerdings nach herrschender Meinung die Besonderheit, dass eine Zahlungsunfähigkeit nie zum Unvermögen führt. Hier gilt vielmehr Geld hat man zu haben. Begründet werden kann das mit der Existenz einer Insolvenzordnung; der Gesetzgeber wollte offensichtlich keine Berufung auf die Unmöglichkeit bei einer Geldschuld zulassen.[3]

### Anfängliche und nachträgliche Unmöglichkeit
Hierbei wird unterschieden, zu welchem Zeitpunkt das Leistungshindernis eintrat.
- anfängliche Unmöglichkeit (Ereignis, das Unmöglichkeit der Leistungserbringung hervorruft, tritt vor Vertragsabschluss ein, geregelt in § 311a BGB).
- nachträgliche Unmöglichkeit (Ereignis, das Unmöglichkeit der Leistungserbringung hervorruft, tritt nach Vertragsabschluss ein, dann § 275 BGB).

Rechtsfolge in allen vorgenannten Fällen ist, dass der Schuldner bereits kraft Gesetz von seiner Verpflichtung frei wird.

### Faktische oder persönliche Unmöglichkeit
Das neue deutsche Schuldrecht gestattet es dem Schuldner außerdem, sich gemäß § 275 Abs. 2 BGB darauf zu berufen, dass eine Leistung nur mit unverhältnismäßigem Aufwand (sogenannte faktische oder praktische Unmöglichkeit) erbracht werden kann, oder dass die Erbringung einer persönlichen Leistung (sog. persönliche oder moralische Unmöglichkeit) unzumutbar ist, § 275 Abs. 3 BGB. Der Schuldner wird dabei wie bei der tatsächlichen Unmöglichkeit von der Leistung frei, allerdings nur, wenn er sich auf die Unmöglichkeit beruft, es handelt sich um eine Einrede.
Als Beispiel für den unverhältnismäßigen Aufwand wird häufig der Fall genannt, dass der Verkäufer einen Ring verkauft, der dann mit einem Schiff untergeht und auf den Meeresboden sinkt. Der Verkäufer braucht den Ring dann nicht mehr zu beschaffen. Ob dabei Unverhältnismäßigkeit vorliegt, hängt jedoch von den Umständen im Einzelfall ab. Nicht unverhältnismäßig ist die Bergung beispielsweise, wenn ohnehin ein Unternehmen gerade mit der Bergung beauftragt wird (und diese sich nicht als ungewöhnlich schwierig erweist).
Schulbeispiel für die Unzumutbarkeit der Leistung in Person ist die Opernsängerin, der die Wahrnehmung ihres Engagements nicht zumutbar ist, weil ihr Kind am Abend des Auftritts krank wird.
Siehe auch: Qualitative Unmöglichkeit

## Rechtsgeschichte
Durch die Schuldrechtsmodernisierung fand auch eine Reform der Fälle von auf Unmöglichkeit gerichteter Leistungen statt. Nach § 306 BGB a. F. waren Verträge, die auf anfängliche, objektive unmögliche Leistungen gerichtet waren, nichtig. In den Fällen der nachträglichen objektiven und subjektiven Unmöglichkeit wurde der Schuldner von der Leistung frei, § 275 BGB a. F. Der Fall der anfänglichen, subjektiven Unmöglichkeit war gesetzlich nicht geregelt.